# 国際連合安全保障理事会決議1715
国際連合安全保障理事会決議1715（こくさいれんごうあんぜんほしょうりじかいけつぎ1715、英: United Nations Security Council Resolution 1715）は、2006年10月9日に国際連合安全保障理事会で採択された決議である。
次期国際連合事務総長の任命に関する議題を検討した上で、韓国の潘基文を2007年1月1日から2011年12月31日までの任期で国連事務総長に任命することを国際連合総会に勧告し、4日後に国連総会において承認された。